# Круиз для неизвестного
«Круиз для неизвестного» — французский кинофильм с Луи де Фюнесом.

## Сюжет
Уполномоченный одного банка решает ликвидировать директора Клемана Фурниля. Для реализации своего преступного плана он арендует яхту и подключает к делу некоего Фрешисса Эмиля. Появляется некая Марианна, которая желает выйти замуж за Фрешисса после смерти Фурниля. Тем временем по радио объявляют, что расследованием исчезновения банкира занимается детектив Баррал. В итоге оказывается, что Баррал не кто иной, как Марианна, которая к тому же была законной женой Фурниля.

## Актёры
- Софи Демаре — Марианна Фабр или Детектив Барраль
- Клод Дофен — Клеман Фурниль
- Пьер Брассер — Эмиль Фрешис
- Альбер Реми — Альберт
- Альбер Мишель — Боско
- Анри Кремьё — комиссар
- Рено Мари — Заместитель директора
- Рене Бертье — Рапира
- Поль Оливье — Мэр
- Луи де Фюнес — повар на яхте